# Song Sang-hyun
Song Sang-Hyun (21 de diciembre de 1941) es un abogado surcoreano que se desempeñó como Presidente de la Corte Penal Internacional.

## Biografía
Asistió a la Facultad de Derecho de la Universidad Nacional de Seúl, graduándose en 1963. Beneficiado con el Programa Fulbright, asistió a la Facultad de Derecho de la Universidad Tulane en Nueva Orleans (Estados Unidos). Luego obtuvo un Diploma en Estudios Jurídicos Comparativos en la Universidad de Cambridge y un doctorado en Ciencia Jurídica en la Escuela de Derecho de la Universidad Cornell en Ithaca, Nueva York.
Ha impartido clases en la Facultad de Derecho de la Universidad de Melbourne, en la Escuela de Derecho Harvard, en la Universidad de Nueva York y en la Facultad de Derecho de la Universidad Nacional de Seúl.
En febrero de 2003 fue elegido para el primer tribunal de jueces de la Corte Penal Internacional por un período de tres años. Asumió el cargo el 11 de marzo de 2003 y fue asignado a la División de Apelaciones. Fue reelegido en 2006, para un período de nueve años. El 11 de marzo de 2009, fue elegido Presidente de la Corte.
Ha sido galardonado con la Medalla de Alumnos Distinguidos de la Universidad de Cornell, el Premio de Cultura Legal de la Asociación Federal de Abogados de Corea y la Medalla Moran de la Orden del Mérito Civil del gobierno coreano.